# Vekarasaari (ö i Lappland, Tornedalen)
Vekarasaari är en ö i Finland. Den ligger i sjön Ajankijärvi och i kommunen Pello i den ekonomiska regionen  Tornedalens ekonomiska region  och landskapet  Lappland, i den norra delen av landet, 700 km norr om huvudstaden Helsingfors. Öns area är 0,6 hektar och dess största längd är 130 meter i nord-sydlig riktning.